# Амброзије Милански
Свети Амброзије (339-397) био је епископ медиолански (милански). Милански бискуп је постао 374. године.
Отац му је био царски намесник Галије и Шпаније, а вером незнабожац, а мајка хришћанка. По предању, док је још био колевци, на њега се спустио рој пчела, и сипао мед у његова уста. По смрти оца, цар га је поставио за свог намесника Лигуријске области, чији је центар био Медиолан. Након смрти медиоланског епископа, између православаца и аријеваца је избио сукоб око избора новог епископа.
Амвросије је ушао у цркву по дужности да одржава ред. Утом неко дете на грудима материним узвикну: „Амвросије - епископ!" Народ је ово примио као глас Божји и, супротно његовој вољи, изабрала га једногласно за епископа. Амвросије се крсти и кроз недељу дана прође све претходне чинове и би рукоположен за епископа. Као епископ Амвросије утврди веру православну, потисне јеретике, украси цркве, распростре веру међу незнабошцима, написа многе поучне књиге и послужи примером правог хришћанина и хришћанског пастира.
Он је саставио и познату благодарствену песму: Тебе Бога хвалим. Овај славни јерарх, због чије су мудрости и слаткоречивости посећивали га људи из далеких земаља, био је веома уздржљив, трудољубив и бодрствен. Спавао је мало, радио је и молио се Богу непрестано, постио је све дане изузев суботе и недеље. Зато му је Бог дао и да види многа чудеса Божја и да их сам учини. Открио је мошти светих мученика Протасија, Гервасија, Назарија и Келсија (в. 14. октобар).
Изобличио је царицу Јустину као јереткињу, Максима тиранина и убицу проклео, цару Теодосију забранио приступ у храм све док није покајао свој грех, с Евгенијем насилним и самозваним царем не хте се сусрести. Овом богоугодном мужу дарова Бог толику благодат, да је и мртве васкрсавао, демоне из људи изгонио, болеснике од сваке болести исцељивао, и у будућност прозирао. Умро је на Васкрс 397. године.
Амброзије Милански је био у Сирмијуму да утврди правовјерје насупрот аријанству, па га је напала једна девојка. Сутрадан је умрла, и народ је то схватио као Божју казну, што је помогло сузбијању аријанског учења. О томе пише Мирослава Мирковић у књизи Сирмијум, историја римског града од првог до краја четвртог века. pp. 263.